# Quettehou
Quettehou (gesprochen: Kettu) ist eine französische Gemeinde mit 1.798 Einwohnern (Stand: 1. Januar 2022) im Département Manche in der Region Normandie. Sie gehört zum Arrondissement Cherbourg und zum Kanton Val-de-Saire.
Sie entstand mit Wirkung vom 1. Januar 2019 durch die Zusammenlegung der ehemaligen Gemeinden Quettehou und Morsalines zur namensgleichen Commune nouvelle Quettehou, in der die früheren Gemeinden den Status einer Commune déléguée haben. Der Verwaltungssitz befindet sich im Ort Quettehou.

## Gliederung
| Ortsteil                    | ehemaliger INSEE-Code | Fläche (km²) | Einwohnerzahl (2018) |
| --------------------------- | --------------------- | ------------ | -------------------- |
| Morsalines                  | 50358                 | 03,65        | 0205                 |
| Quettehou (Verwaltungssitz) | 50417                 | 16,17        | 1584                 |

## Geographie
Die Gemeinde liegt am nordöstlichen Ende der Halbinsel Cotentin in der Landschaft Val de Saire. Umgeben wird Quettehou von den Nachbargemeinden La Pernelle im Nordwesten und Norden, Saint-Vaast-la-Hougue im Osten, Crasville im Süden, Videcosville im Südwesten, Teurthéville-Bocage im Westen sowie Le Vast im Nordwesten.

## Gemeindepartnerschaft
Partnergemeinde von Quettehou ist seit 1983 die Gemeinde Erlabrunn in Bayern nahe Würzburg.